# Lucky Sport Cycling Team
Lucky Sport Cycling Team er et cykelhold fra Sverige der blev etableret i 2025, og kørte fra starten som et UCI kontinentalhold.
Holdet blev grundlagt af Oskar Ekman, der på tidspunktet for etableringen var direktør for Stockholms Cykelförbund, og havde skabt udviklingprojektet Svealand Cycling Team. Den 5. december 2024 blev Lucky Sport Cycling Team præsenteret på et pressemøde i Stockholm. Navnesponsoren var LuckySport, et brand under det svenskejede LuckyCasino, der gør sig i onlinegambling på licens fra Malta.

## Holdet

### 2025
| Trup 2025              | Trup 2025        | Trup 2025                                    | Trup 2025 |
| Rytter                 | Fødselsdag       | Seneste hold                                 |           |
| ---------------------- | ---------------- | -------------------------------------------- | --------- |
| Amir Ansari            | 26. august 1999  | Svealand Cycling Team (2024)                 |           |
| Johan Borgström        | 7. marts 2004    | Svealand Cycling Team (2024)                 |           |
| Carl Kagevi            | 22. januar 2002  | IBT-Tripeak (2024)                           |           |
| Axel Källberg          | 24. oktober 2003 | Development Team dsm-firmenich PostNL (2024) |           |
| Hjalmar Klyver         | 16. august 2001  | IBT-Tripeak (2024)                           |           |
| Edvin Lovidius         | 2. marts 2002    | Club Cycliste d'Étupes (2024)                |           |
| Viktor Lychou          | 14. juni 2001    | IBT-Tripeak (2024)                           |           |
| Max Nielsen            | 7. juni 2004     | Mölndals Cykelklubb (2024)                   |           |
| Gustav Thompson        | 17. januar 2002  | IBT-Tripeak (2024)                           |           |
| Willhelm Wallinder     | 19. august 2001  | Svealand Cycling Team (2024)                 |           |
| Wincent Wallinder      | 19. august 2001  | Svealand Cycling Team (2024)                 |           |
|                        |                  |                                              |           |
| Kilde: ProCyclingStats |                  |                                              |           |